# رنج (آلاباما)
رنج (به انگلیسی: Range) یک منطقهٔ مسکونی در ایالات متحده آمریکا است که در شهرستان کونه‌کو، آلاباما واقع شده‌است. رنج ۸۱٫۰۸ متر بالاتر از سطح دریا واقع شده‌است.